# Manfred Schaefer
Manfred Schaefer, Manfred Schäfer (Pillau, 1943. február 12. – 2023. március 28.) németországi születésű, ausztrál válogatott labdarúgó, edző.

## Pályafutása

### Klubcsapatokban
A kelet-poroszországi Pillauban született a Második világháború idején. A családjával előbb Brémába költözött, majd 1954-ben, 11 éves korában emigrált Ausztráliába. Pályafutását is a Sydney nyugati részén található Blacktown csapatában kezdte 1960-ban. Három évvel később a St George FC együtteséhez igazolt és pályafutása hátralévő részét itt töltötte. 

### A válogatottban
1967 és 1974 között 49 alkalommal szerepelt az ausztrál válogatottban és 1 gólt szerzett.  Részt vett az 1974-es világbajnokságon, ahol az ausztrálok három csoportmérkőzését – az NDK, az NSZK és Chile ellen is végigjátszotta.

### Edzőként
Pályafutása végeztével edzősködni kezdett és több ausztrál csapatnál is dolgozott.